# Селско
Сèлско или Псèлско или Пчелско (на гръцки: Κυψέλη, Кипсели, до 1926 година Ψέλτσκο, Пселцко, катаревуса Ψέλτσκον, Пселцкон) е село в Егейска Македония, Гърция, част от дем Нестрам (Несторио), област Западна Македония.

## География
Селото се намира в областта Нестрамкол, на 40 километра югозападно от град Костур и на 20 километра югозападно от демовия център Нестрам, между два притока на Сарандапорос, високо в източните склонове на планината Горуша (Войо). Селото географски е в Епир, а не в Македония. Зимно време селото традицонно е изолирано.

## История

### В Османската империя
Съдейки по името, селото вероятно е било българско, но е напуснато в немирните години и заселено от гърци качауни от Епир.
В края на XIX век Селско е голямо гръцко село в Костурска каза на Османската империя. Според статистиката на Васил Кънчов („Македония. Етнография и статистика“) в 1900 година Селско има 680 жители гърци.
На Етнографската карта на Битолския вилает на Картографския институт в София от 1901 година Пселско е чисто гръцко село в Костурската каза на Корчанския санджак с 30 къщи.
По време на Илинденско-Преображенското въстание в Селско влиза голямата чета на Васил Чекаларов, посрещната братски от гръцкото население.
По данни на секретаря на Българската екзархия Димитър Мишев („La Macédoine et sa Population Chrétienne“) в 1905 година в Селско има 750 жители гърци и в селото работи гръцко училище.
В гръцка статистика от 1905 година селото е с 216 жители гърци.

### В Гърция
През Балканската война селото е окупирано от гръцки части и след Междусъюзническата война в 1913 година влиза в Гърция. В 1926 година селото е прекръстено на Кипсели. Главно занимание на жителите е експлоатацията на гората, скотовъдството и частично земеделието. В 1925 година е построена църквата „Света Параскева“.
По време на Гръцката гражданска война (1946 – 1949) селото пострадва силно, жителите му го напускат, като се установяват в Маняк. Частично се връщат след нормализирането на положението, но много остават в Маняк.
| Име  | Име  | Ново име | Ново име | Описание                             |
| ---- | ---- | -------- | -------- | ------------------------------------ |
| Сазо | Σῶζο | Сотира   | Σωτήρα   | връх в Горуша (1119 m), ЮЗ от Селско |

| Година    | 1913 | 1920 | 1928 | 1940 | 1951 | 1961 | 1971 | 1981 | 1991 | 2001 | 2011 | 2021 |
| --------- | ---- | ---- | ---- | ---- | ---- | ---- | ---- | ---- | ---- | ---- | ---- | ---- |
| Население | 403  | 317  | 339  | 402  | 402  | 389  | 115  | 45   | 60   | 86   | 56   | 58   |

## Личности
Родени в Селско
- Василиос Георгиу (Βασίλειος Γεωργίου), гръцки андартски деец, агент от ІІІ ред[12]
- Василиос Котас (Βασίλειος Κώτας), гръцки андартски деец, агент от ІІІ ред[12]
- Василиос Рубос (Βασίλειος Ρούμπος), гръцки андартски деец, агент от ІІІ ред[12]
- Георгиос Космас (Γεώργιος Κοσμάς), гръцки андартски деец, агент от ІІІ ред[12]
- Георгиос Цямис (Γεώργιος Τσιάμης), гръцки андартски деец, агент от ІІІ ред[12]
- поп Димитриос (Παπαδημήτριος), гръцки андартски деец, агент от ІІІ ред[12]
- Димитриос Кендрос (Δημήτριος Κέντρος), гръцки андартски деец, агент от ІІІ ред[12]
- Йоанис Христос (Ιωάννης Χρήστος), гръцки андартски деец, агент от ІІІ ред[12]
- Николаос Космас (Νικόλαος Κοσμάς), гръцки андартски деец, агент от ІІІ ред[12]
- Николаос Нацьос (Νικόλαος Νάτσιος), гръцки андартски деец, агент от ІІІ ред[12]
- Петрос Васос (Πέτρος Βάσσος), гръцки андартски деец, агент от ІІ ред[12]